# Syrphoctonus nudus
Syrphoctonus nudus là một loài tò vò trong họ Ichneumonidae.